# Metachela collusor
Metachela collusor är en tvåvingeart som först beskrevs av Axel Leonard Melander 1902.  Metachela collusor ingår i släktet Metachela och familjen dansflugor. Inga underarter finns listade i Catalogue of Life.